# MKM 스타디움
KCOM 스타디움(KCOM Stadium, UEFA 주관 경기에서는 헐 시티 스타디움이라고 부른다)은 잉글랜드에 있는 다목적 스포츠 경기장이다. 영국의 동북부 지역에 있는 도시 킹스턴어폰헐에 있으며 수용인원은 25,404명이다.
2016년 4월 4일에 킹스턴어폰헐의 통신사인 KCOM이 경기장 후원을 맡으며 KCOM 스타디움으로 브랜드를 변경하였다.

## 갤러리

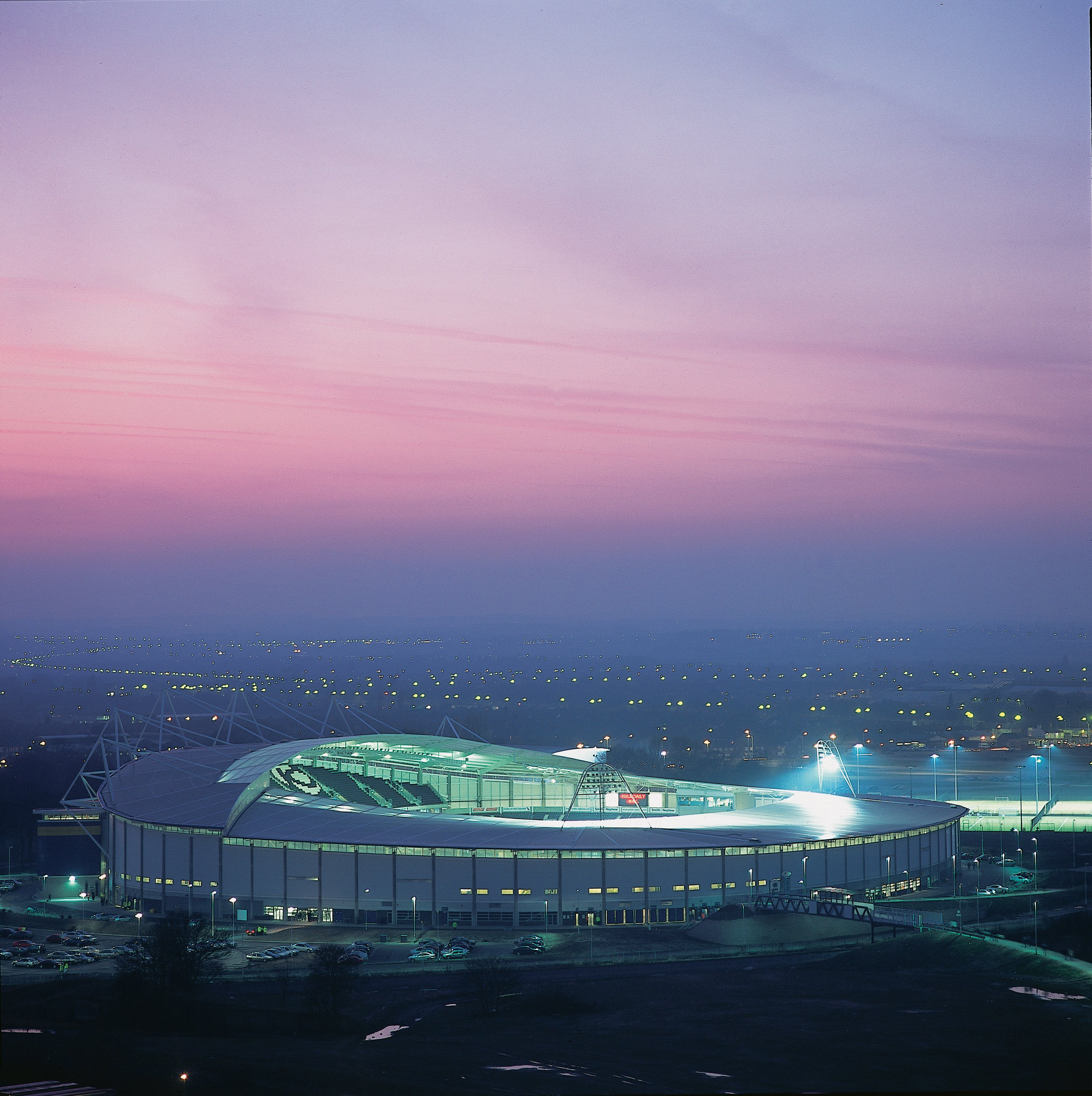
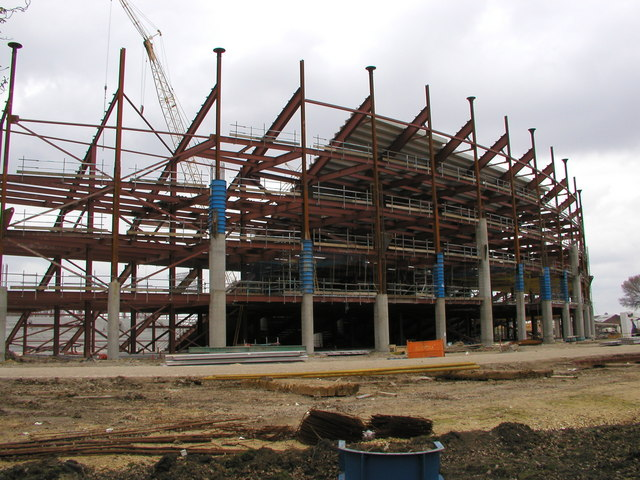
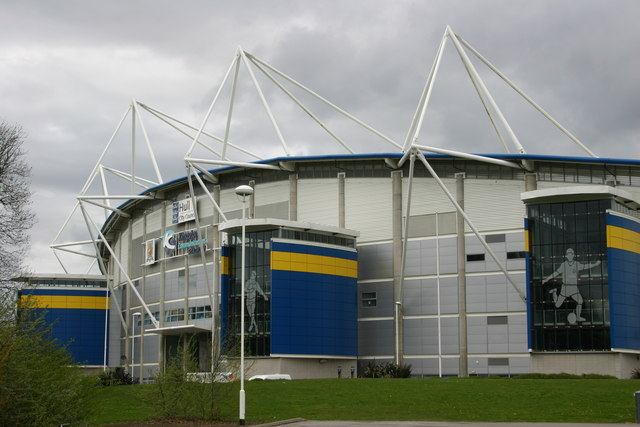
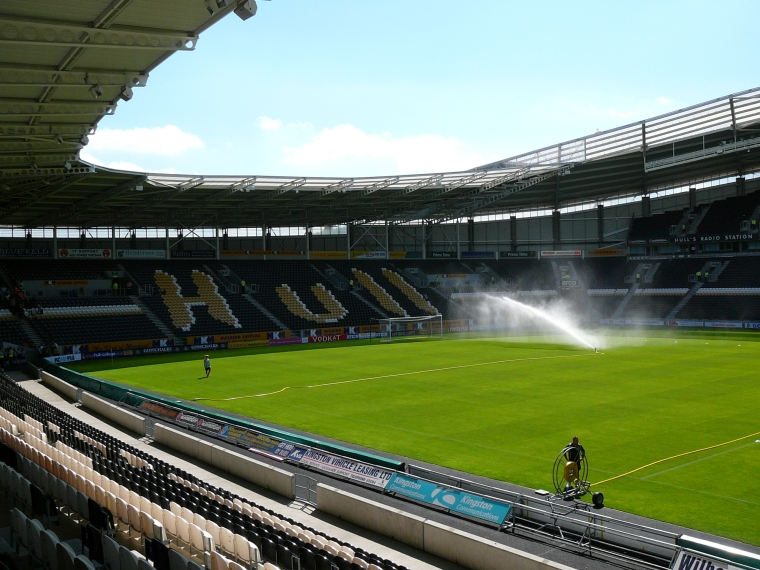
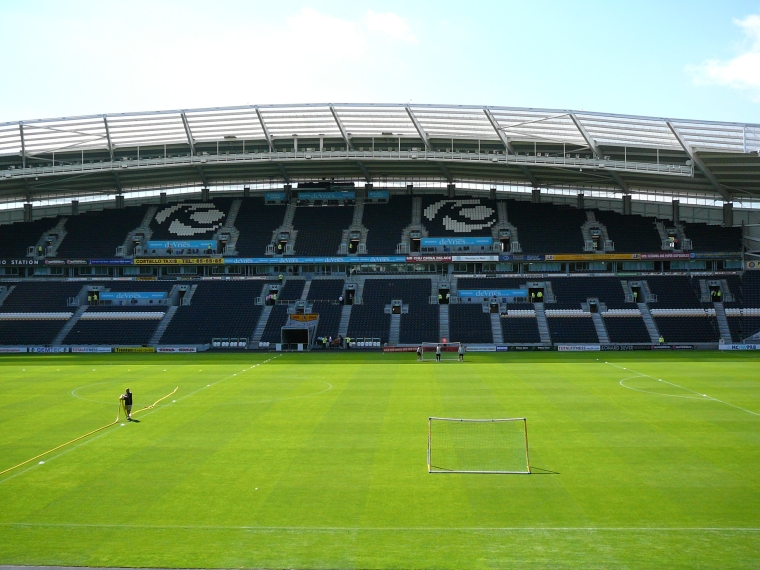
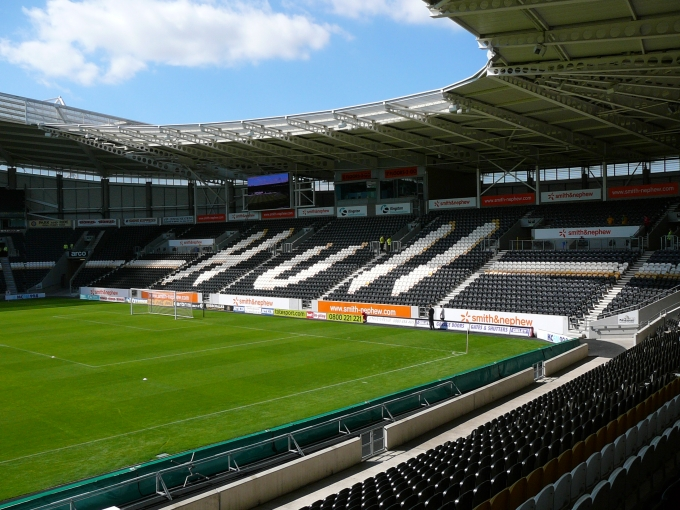
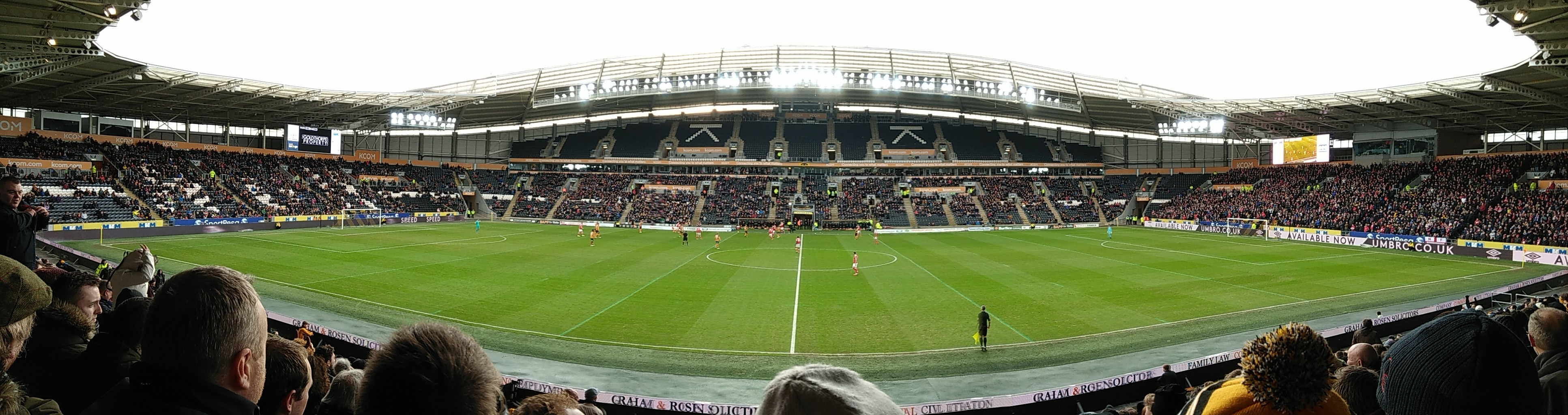